# Kimmo Kinnunen
Kimmo Kinnunen, född 31 mars 1968 i Äänekoski, är en finländsk före detta friidrottare (spjutkastare).
Kinnunen var redan som ungdom en lovande spjutkastare. 1984 kastade han som 16-årig ungdomsvärldsrekord med ett kast på 82,34.
Kinnunens största bedrift blev hans VM-guld i spjut vid VM i Tokyo 1991. Samma år valdes han till Årets finländska idrottare.
Två år senare i Stuttgart följde han upp det med en andra plats efter Jan Železný. Kinnunen blev fyra vid OS 1992 i Barcelona och slutade sjua vid OS 1996 i Atlanta. Trots sina fina internationella resultat har han aldrig vunnit det finländska mästerskapet.
Kinnunens personliga rekord är från finalen i Tokyo och lyder 90,82.
På klubbnivå tävlade han för Äänekosken Urheilijat.
Kimmo Kinnunen tränades av sin far Jorma Kinnunen, före detta världsrekordhållare och OS-silvermedaljör. Kimmo Kinnunen är gift med sprintern Sari Raumala och tillsammans har de fyra barn. 